# Frederic Volante
Frederic Volante (Etterbeek, 19 ottobre 1975) è un fumettista italiano.

## Biografia
Nato in Belgio, ma cittadino italiano, si diploma presso l'Istituto d'arte di Imperia e viene avviato alla carriera fumettistica da Bruno Ramella. Il suo esordio da professionista avviene sulle pagine di Nick Raider, testata edita dalla Bonelli, disegnando il numero 159 uscito nell'agosto 2001 (Nessuna pietà, testi di Piero Fissore). Dopo aver disegnato anche il numero 170 ("Tradimenti",scritto da Stefano Piani) ed il numero 194 (Le strade dell'odio, scritto da Tito Faraci e uscito nel luglio 2004), passa a disegnare, in qualità di inchiostratore, Magico Vento. La sua prima storia per il personaggio di Gianfranco Manfredi appare sul numero 88 (L'illusionista, ottobre 2004) ed è disegnata insieme a Ramella e Luigi Copello.Realizza su Magico Vento anche i numeri: 93, 96, 99, 103, 109 e 116 su matite di Ramella, Barbati, Biglia e Talami.
Nel novembre del 2009 pubblica in Francia per l'editore Grand Angle (Bamboo) Shahidas serie in due albi su testi di Laurent Galandon. Sempre in Francia, nel 2010, realizza Les Z su testi di Richard Malka. Successivamente lavora su Lukas, serie della Sergio Bonelli Editore. Il suo esordio avviene sul numero 4, per i testi di Michele Medda.Successivamente realizza il numero 7 e il numero 11 della seconda stagione dal titolo Lukas Reborn.
Nel 2015 pubblica il primo numero della serie L'Avocat scritta da Laurent Galandon e Frank Giroud edita da Le Lombard.
Nel 2018 Realizza per Marina militare italiana due racconti pubblicati sul "Notiziario della Marina" per i 100 anni della fine della prima guerra mondiale, "Luigi Rizzo: ricordati di osare sempre" e "Affondate la Viribus Unitis" sull'impresa di Raffaele Rossetti e Raffaele Paolucci. La collaborazione culmina con la realizzazione in occasione dei 90 anni della nave scuola Amerigo Vespucci del volume "Come Dei nella tempesta" edito dalla Marina Militare Italiana pubblicato nel 2022.
Sul Color TEX numero 22 vede il suo esordio sulla serie con l'episodio intitolato "Il professionista" su testi di Moreno Burattini.